# Todor Nedelev
Todor Nedelev (en bulgare : Тодор Неделев, né le 7 février 1993 en Bulgarie) est un footballeur international bulgare qui joue au poste d'ailier. Il évolue actuellement au Ludogorets Razgrad.

## Biographie

### En club
Le 10 décembre 2018, il marque son premier triplé dans le championnat de Bulgarie, lors de la réception du Vitosha Bistritsa. Cette saison là, il inscrit un total de 11 buts en championnat.

### En équipe nationale
Le 26 mars 2013, il figure pour la première fois sur le banc des remplaçants de l'équipe nationale A, mais sans entrer en jeu, lors d'une rencontre face au Danemark. Ce match nul (1-1) rentre dans le cadre des éliminatoires du mondial 2014. Il reçoit finalement sa première sélection en équipe de Bulgarie le 14 août 2013, en amical contre la Macédoine (défaite 2-0).
Le 10 septembre 2013, il délivre sa première passe décisive, face à Malte. Ce match gagné 1-2 rentre dans le cadre des éliminatoires du mondial 2014. Le 13 octobre 2018, il inscrit son premier but, contre Chypre. Ce match gagné 2-1 rentre dans le cadre de la Ligue des nations. Il marque son deuxième but le 22 mars 2019, contre le Monténégro, lors des éliminatoires de l'Euro 2020 (score : 1-1).
En juin 2022, il est victime avec sa sélection d'un accident de la route en Géorgie. Il est atteint d'une « blessure cranio-cérébrale » nécessitant une intervention chirurgicale.

## Palmarès

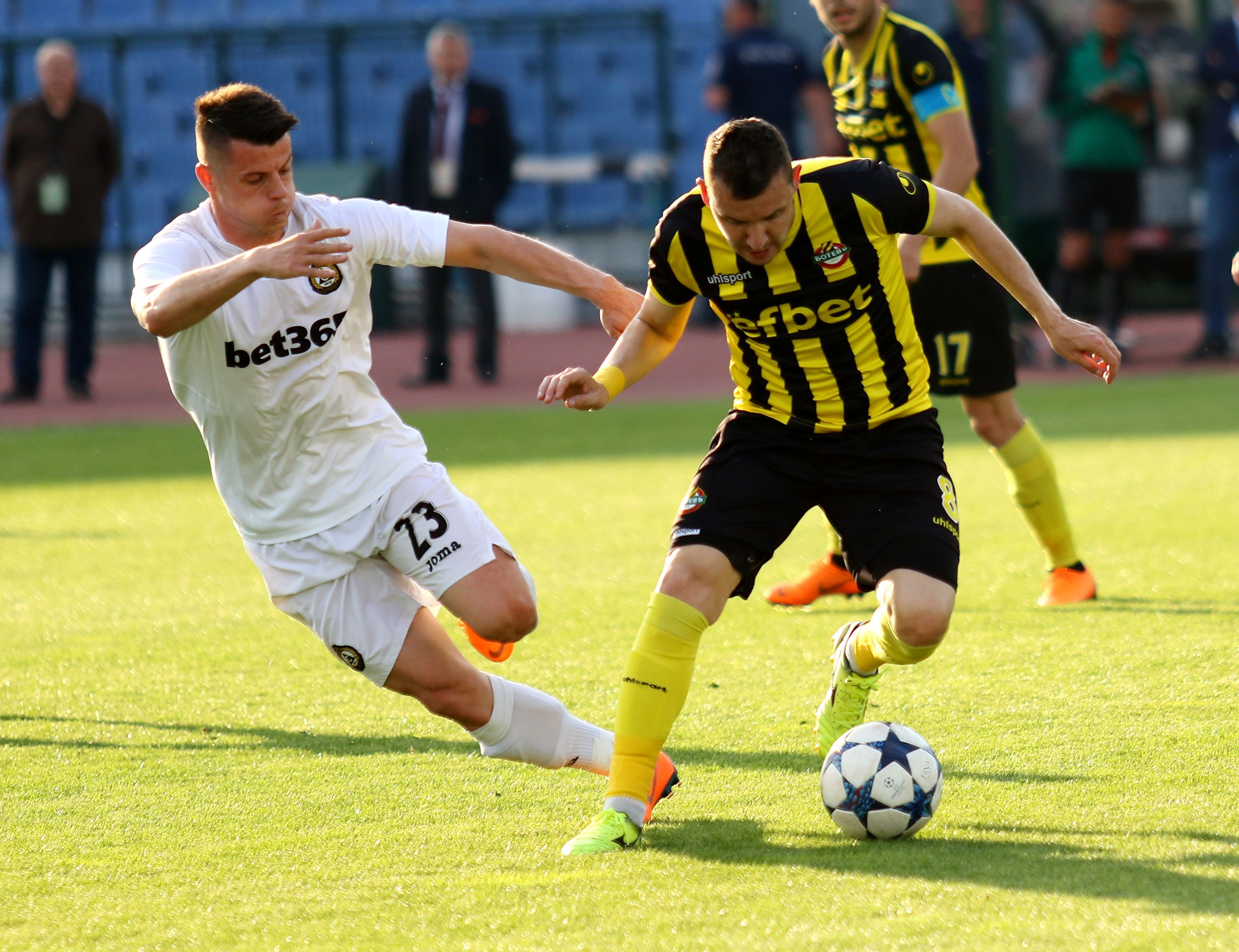

- Vainqueur de la Coupe de Bulgarie en 2017 avec le Botev Plovdiv
- Finaliste de la Coupe de Bulgarie en 2019 avec le Botev Plovdiv
- Vainqueur de la Supercoupe de Bulgarie en 2017 avec le Botev Plovdiv